# Dronryp
Dronryp (Nederländska: Dronrijp) är en ort i Nederländerna. Den ligger i kommunen Waadhoeke i den nordliga provinsen Friesland. Antalet invånare är 3 281.
Orten hörde tidigare till kommunen Menameradiel, men den slogs den 1 januari 2018 samman med två andra kommuner och fyra avgränsande orter till den nya kommunen Waadhoeke.